# Тойо (Коті)
Тойо́ (яп. 東洋町, とうようちょう, МФА: [toːjoː t͡ɕoː]?) — містечко в Японії, в повіті Акі префектури Коті.  Отримало статус містечка 1959 року. Площа становить 74,10 км². Станом на 1 липня 2012 року населення складало 2802  осіб, густота населення — 37,8 осіб/км².   

## Демографія
Згідно з даними перепису населення Японії, населення Тойо стрімко скорочується останні 70 років. Станом на 1 жовтня 2020 року населення складало 2194 осіб, з яких чоловіків — 1085 осіб, жінок — 1109 осіб. Густота населення — 2964 осіб/км².

## Галерея

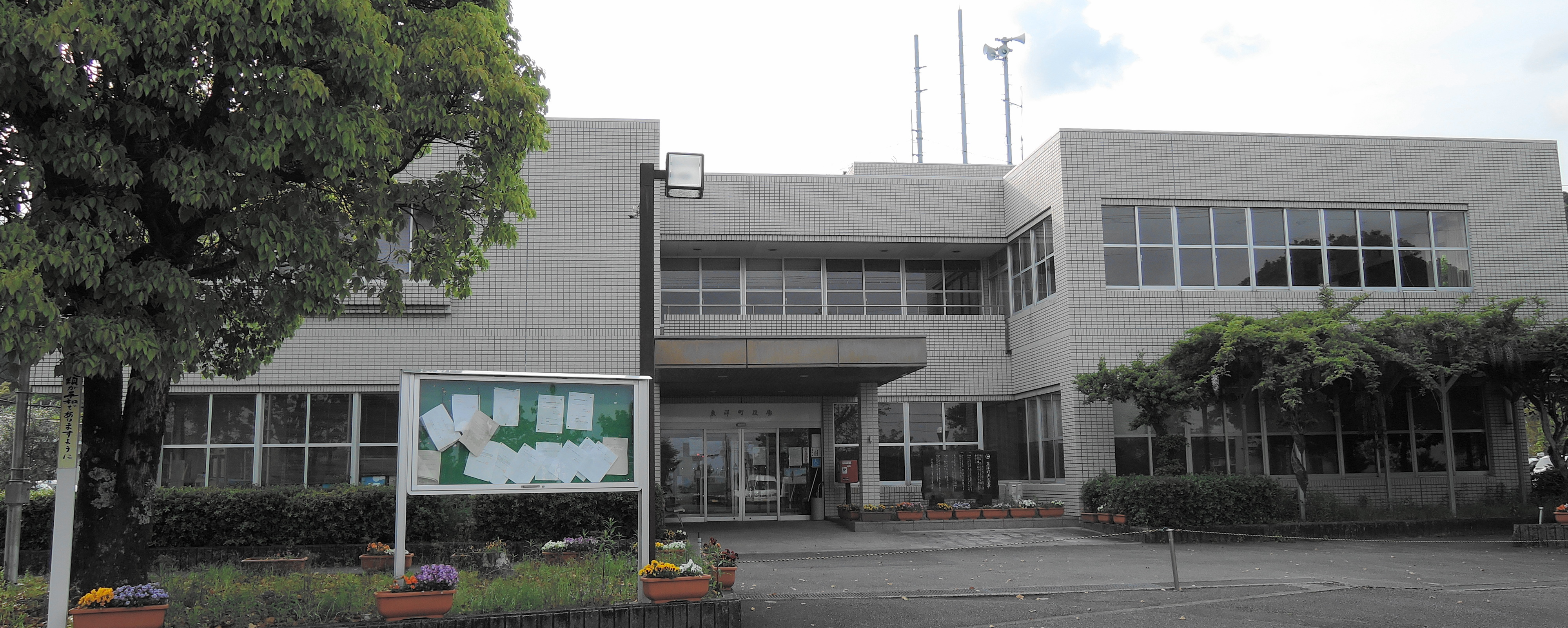
Муніципалітет Тойо
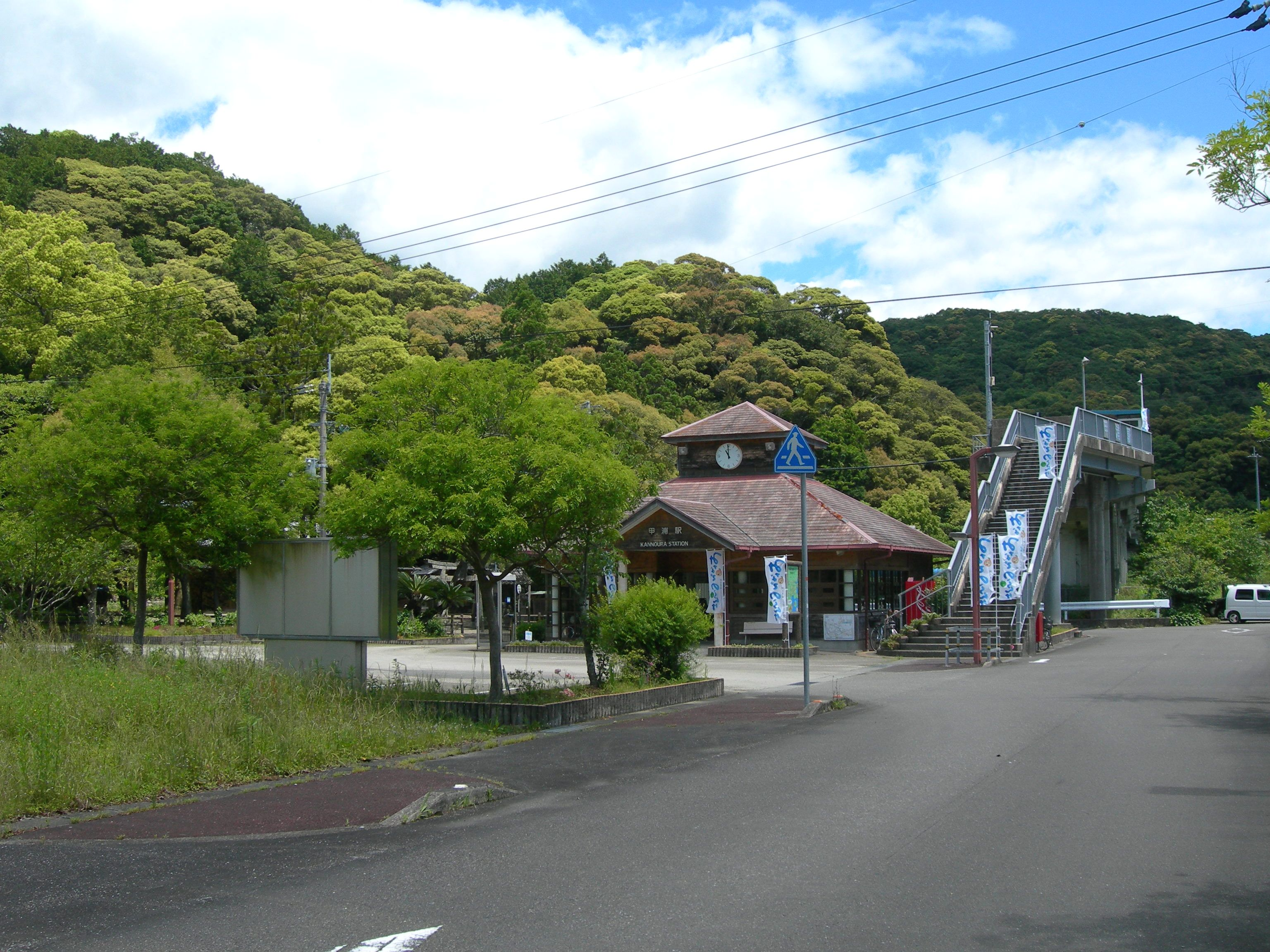
Залізнична станція